# Bào Xuân Lai
Bào Xuân Lai (giản thể: 鲍春来, phồn thể: 鮑春來, bính âm: Bào Chūnlái, sinh 17 tháng 2 năm 1983 tại Trường Sa, Hồ Nam) là vận động viên cầu lông thuận tay trái của Trung Quốc.

## Sự nghiệp
Với chiều cao tốt, Bào là một trong những tay vợt hàng đầu thế giới trong thập niên 2000. Anh từng đạt vị trí số 2 thế giới vào tháng 3 năm 2007. Anh là thành viên chủ chốt của đội tuyển Trung Quốc 3 lần vô địch Cúp Thomas (Cúp cầu lông đồng đội nam thế giới) liên tiếp (2004, 2006 và 2008) khi giành chiến thắng ở những trận đơn quan trọng. Bào giành huy chương ở 3 trong 4 lần tham dự Giải vô địch thế giới, giành huy chương đồng vào các năm 2003 và 2007 và cao nhất là huy chương bạc năm 2006 ở Madrid. Tại giải năm 2006 anh chỉ chịu gác vợt trước đồng đội ở tuyển Trung Quốc là Lâm Đan trong trận chung kết. Dù nhiều lần vào đến chung kết các giải đấu lớn, Bào giành ngôi á quân nhiều hơn là vô địch. Trong 16 trận chung kết ở hệ thống Super Series, anh mới chỉ thắng có 5 trận tại Đan Mạch (2001), Hàn Quốc (2006), Trung Quốc (2007), Singapore (2009) và Nhật Bản (2009) . Thành tích của anh tại các Olympic không được tốt: chỉ vào đến vòng 16 tay vợt ở Athens 2004 và tứ kết ở Bắc Kinh 2008.

## Danh hiệu

### Đồng đội
ASIAD
- Vô địch: 2006
- Á quân: 2002

Cúp Thomas
- Vô địch (3): 2004, 2006, 2008,2010

### Cá nhân
Giải vô địch thế giới
- Á quân: 2006
- Hạng ba (2): 2003, 2007

Các giải đấu khác
- Đan Mạch Mở rộng
  - Vô địch: 2001
  - Á quân: 2007
- Hàn Quốc Mở rộng
  - Vô địch: 2006
- Trung Quốc Mở rộng
  - Vô địch: 2007
  - Á quân (3): 2004, 2005, 2006
- Singapore Mở rộng
  - Vô địch: 2009
- Nhật Bản Mở rộng
  - Vô địch: 2009
  - Á quân: 2004
- Á quân các giải Thuỵ Sĩ (2004), Trung Quốc Masters, Hồng Kông (2005), Indonesia (2006), Malaysia, Pháp (2007) Mở rộng.